# (5110) Belgirate
(5110) Belgirate est un astéroïde de la ceinture principale.

## Description
(5110) Belgirate est un astéroïde de la ceinture principale. Il fut découvert le 19 septembre 1987 à la station Anderson Mesa par Edward L. G. Bowell. Il présente une orbite caractérisée par un demi-grand axe de 2,39 UA, une excentricité de 0,11 et une inclinaison de 3,8° par rapport à l'écliptique.

## Compléments